# Khaled Kharroubi
Khaled Farid Kharroubi, né le 11 février 1984 à Lyon, est un footballeur international algérien évoluant en tant que milieu de terrain. Il possède aussi la nationalité française.
Il compte 1 sélection en équipe nationale en 2006.

## Biographie
Khaled Kharroubi a connu ses heures de gloire au Valenciennes FC où il a vécu deux montées successives en 2005 et 2006, parvenant du championnat de National à la Ligue 1 en 2006-2007. C'est aussi à cette époque qu'il connait son unique sélection en équipe nationale d'Algérie.
Le 4 juin 2008, n'entrant pas dans les plans d'Antoine Kombouaré (3 matches de L1 en 2007-2008), il rejoint le club belge du FCV Dender EH.
En janvier 2010 le natif de Lyon se lance un défi : participer à la S League à Singapour dans une équipe 100 % française, l'Étoile FC. Il retrouve deux franco-algériens : Mansour Lakehal et Karim Boudjema  et  Nordine Talhi,.

## Palmarès
- 2004/2005 : Champion de National (Valenciennes)
- 2005/2006 : Champion de Ligue 2 (Valenciennes)
- 2010 : Champion de Singapour (Étoile Football Club)